# Rhodomantis gracilis
Espèce
Rhodomantis gracilis est une espèce de mantes de la famille des Mantidae.

## Systématique
Cette espèce a été décrite initialement par Norman Tindale en 1923 sous le protonyme de Rhodomantis gracilis, à partir de spécimens collectés dans le Nord de l'Australie.

## Description
L'holotype de Rhodomantis gracilis, un mâle, mesure 43 mm. Sa coloration générale est brun pâle.

## Publication originale
- (en) Norman Tindale, « Review of Australian Mantidae », Records of the South Australian Museum, Adélaïde, Inconnu et Musée d'Australie-Méridionale, vol. 2,‎ 1923, p. 425-457 (ISSN 0376-2750, OCLC 2489475, lire en ligne).